# Ligne Kintetsu Yunoyama
La ligne Kintetsu Yunoyama (近鉄湯の山線, Kintetsu Yunoyama-sen) est une ligne ferroviaire du réseau Kintetsu située dans la préfecture de Mie au Japon. Elle relie la gare de Kintetsu-Yokkaichi à Yokkaichi à la gare de Yunoyama-Onsen à Komono. C'est une branche de la ligne Kintetsu Nagoya.

## Histoire
La ligne a été ouverte le 24 septembre 1913 par le chemin de fer de Yokkaichi (四日市鉄道, Yokkaichi Tetsudō).

## Caractéristiques

### Ligne
- Écartement : 1 435 mm
- Alimentation : 1 500 V par caténaire

### Services
La ligne est uniquement parcourue par des trains omnibus.

### Liste des gares
La ligne comporte 10 gares numérotées de K21 à K30.
| Numéro | Gare               | Nom japonais | Distance depuis Kintetsu-Yokkaichi (km) | Correspondances                                       | Localisation |
| ------ | ------------------ | ------------ | --------------------------------------- | ----------------------------------------------------- | ------------ |
| K21    | Kintetsu-Yokkaichi | 近鉄四日市   | 0                                       | Kintetsu : Nagoya Yokkaichi Asunarou Railway : Utsube | Yokkaichi    |
| K22    | Nakagawara         | 中川原       | 1,7                                     |                                                       | Yokkaichi    |
| K23    | Ise-Matsumoto      | 伊勢松本     | 2,8                                     |                                                       | Yokkaichi    |
| K24    | Ise-Kawashima      | 伊勢川島     | 5,3                                     |                                                       | Yokkaichi    |
| K25    | Takatsuno          | 高角         | 6,7                                     |                                                       | Yokkaichi    |
| K26    | Sakura (ja)        | 桜           | 8,7                                     |                                                       | Yokkaichi    |
| K27    | Komono             | 菰野         | 11,3                                    |                                                       | Komono       |
| K28    | Naka-Komono        | 中菰野       | 12,6                                    |                                                       | Komono       |
| K29    | Ōbane-en           | 大羽根園     | 13,5                                    |                                                       | Komono       |
| K30    | Yunoyama-Onsen     | 湯の山温泉   | 15,4                                    |                                                       | Komono       |